# SIKON ISAF 1
SIKON ISAF 1 je bil prvi kontingent Slovenske vojske, ki je deloval v sklopu ISAF v Afganistanu. Kontingent je bil nastanjen v kanadski bazi Camp Julian v Kabulu.

## Zgodovina
Prvih 6 pripadnikov kontingenta je odpotovalo iz Brnika 25. februarja 2004, ostali pa v prvem tednu marca. 22. in 23. aprila 2004 jih je obiskal načelnik GŠSV generalmajor Ladislav Lipič z delegacijo. 15. avgust 2004 jih je zamenjal drugi kontingent Slovenske vojske v Afganistanu.

## Poveljniki
- major Peter Zakrajšek (25. februar 2004 - 15. avgust 2004)

## Organizacija
Temeljni del kontingenta je bojna skupina desetih pripadnikov Odreda za specialno delovanje, ki deluje v okviru kanadske izvidniške čete. Poleg teh je še poveljnik kontingenta major Zakrajšek, ki hkrati deluje kot častnik za povezavo med poveljstvom misije ISAF in UNAMA (United Nations Assistance Mission in Afghanistan), ki mu pomaga še en podčastnik (oba sta nastanjena v poveljstvu misije, v poveljstvu večnacionalne brigade Kabul so častnik in dva podčastnika. Za logistično podporo pa skrbijo trije pripadniki Slovenske vojske; tako da ima Slovenska vojska v Afganistanu trenutno 18 pripadnikov.

## Oprema
Kontingent je opremljen s štirimi hummerji in enim transportnim vozilom Unimog. Vsi pripadniki imajo opremo iz programa bojevnik 21. stoletja ter edinstvene puščavske uniforme.